# Кассодей (Канзас)
Кассодей (англ. Cassoday) — місто (англ. city) в США, в окрузі Батлер штату Канзас. Населення — 113 особи (2020).

## Географія
Кассодей розташований за координатами 38°2′22″ пн. ш. 96°38′15″ зх. д. / 38.03944° пн. ш. 96.63750° зх. д. (38.039377, -96.637409).  За даними Бюро перепису населення США в 2010 році місто мало площу 1,00 км², уся площа — суходіл. В 2017 році площа становила 0,88 км², уся площа — суходіл.

## Демографія
Згідно з переписом 2010 року, у місті мешкало 129 осіб у 55 домогосподарствах у складі 36 родин. Густота населення становила 129 осіб/км².  Було 70 помешкань (70/км²).
Расовий склад населення:
| - 95,3 % — білих - 1,6 % — чорних або афроамериканців - 0,8 % — вихідців з тихоокеанських островів - 0,8 % — азіатів |

До двох чи більше рас належало 1,6 %. Частка іспаномовних становила 0,0 % від усіх жителів.
За віковим діапазоном населення розподілялося таким чином: 27,9 % — особи молодші 18 років, 54,3 % — особи у віці 18—64 років, 17,8 % — особи у віці 65 років та старші. Медіана віку мешканця становила 42,8 року. На 100 осіб жіночої статі у місті припадало 104,8 чоловіків;  на 100 жінок у віці від 18 років та старших — 116,3 чоловіків також старших 18 років.
Середній дохід на одне домашнє господарство  становив 45 243 долари США (медіана — 35 972), а середній дохід на одну сім'ю — 55 260 доларів (медіана — 55 000). За межею бідності перебувало 23,8 % осіб, у тому числі 46,4 % дітей у віці до 18 років та 9,5 % осіб у віці 65 років та старших.
Цивільне працевлаштоване населення становило 39 осіб. Основні галузі зайнятості: освіта, охорона здоров'я та соціальна допомога — 43,6 %, роздрібна торгівля — 10,3 %, фінанси, страхування та нерухомість — 10,3 %.